# 小田切みき
小田切 みき（おだぎり みき、1930年6月29日 - 2006年11月28日）は、日本の女優。本名：四方 美喜（よも みき）、旧姓：山藤（さんとう）。チャコちゃんこと四方晴美の母としても知られる。

## 略歴
東京府豊多摩郡千駄ヶ谷町（現在の東京都渋谷区千駄ヶ谷）生まれ。幼時より日本舞踊の英才教育を受け、新協劇団で子役として活躍。1935年、『夜明け前』で初舞台を踏む。
1938年、山本薩夫監督の『田園交響楽』で映画に初出演。この時の芸名は富士山君子。
1948年、跡見高等女学校卒業、1954年、俳優座養成所を第3期生として卒業。
俳優座研究生時代、1952年に黒澤明『生きる』の志村喬の部下役として抜擢され、役名の"小田切とよ"から苗字を取って小田切みきを名乗る。俳優座の研究生は2年にならないと映画出演できないという決まりがあった。当時1年だった小田切は本来は出演できないはずなのだが黒澤映画という事で特別に許されたという。最終選考の段階では、とよ役には小田切と左幸子が残っていたが、黒澤は自然で少しも飾らない小田切の方を選んだ。
『生きる』の撮影に入っていた頃から交際していたいた俳優の安井昌二と結婚、四方姓となる。1970年代半ばは渋谷で小料理屋を営み、毎日朝4時に起きて魚河岸に仕入れに出かけた。娘が二人おり、長女の四方正美、次女の四方晴美ともに子役として人気があった。
日本舞踊尾上流の名取としては尾上菊生の名前を持つ。
その他の映画出演作に『十代の性典』（1953年、島耕二）、『ひめゆりの塔』（1953年、今井正）、『雁』（1953年、豊田四郎）、『太陽のない街』（1954年、山本薩夫）、『警察日記』（1955年、久松静児）、『潮騒』（1971年、森谷司郎）、『親鸞 白い道』（1987年、三国連太郎）など。テレビドラマ出演作に『パパの育児手帳』（1962年）、『東京警備指令 ザ・ガードマン』（1965年）、『チャコちゃん』（1966年）などがある。
永らく芸能活動から遠ざかっていたが、2003年、舞台作品『シベリア超特急4』に友情出演した。
2006年11月28日午前5時、心臓疾患のため神奈川県鎌倉市の自宅で死去。享年76。

## 人物像
- 若手の頃は行儀が良くなかったエピソードがある。黒澤は彼女を自宅に呼んで小田切の癖や表情・特徴を演出家の眼で観察した。すると、黒澤宅に客が来ると炬燵に足を突っ込んだまま仰向けに寝て玄関の方を見て「先生、誰か…」と黒澤を呼び呆れさせたという。黒澤は彼女のそういった地の部分を生かそうとすべく「生きる」のとよ、というキャラクターを肉付けしていった。
- 汁粉が大嫌いであり『生きる』で汁粉を食べるシーンのリハーサルでは、黒澤から「もっとおいしそうに食べろ!!」と怒鳴られ、必死で食べている。

## 主な出演作品

### 映画
- 生きる（1952年） - 小田切とよ
- ひめゆりの塔（1953年）- 尾台ツル
- 十代の性典（1953年）- 倉田町子
- 続十代の性典（1953年）- 沼倉美佐江
- 雁（1953年）- お梅
- 或る女（1954年）- つや
- 太陽のない街（1954年）- 房ちゃん
- 学生心中（1954年）- 事務員
- 愛と死の谷間（1954年）- 看護婦光代
- 女人の館（1954年）- 木村千代
- お月様には悪いけど（1954年）- 小きん
- 月は上りぬ（1955年）- 女中・文や
- 警察日記（1955年） - 桃代
- 生きとし生けるもの（1955年）- 君子
- 愛のお荷物（1955年）- お照
- 青春怪談（1955年）- 記念館受付
- 落日の決闘（1955年）- お勝
- 続警察日記（1955年）- 千代
- 逢いたかったぜ（1955年）- ユリ
- 銀心中（1956年）- めしやの女
- 乙女心の十三夜（1956年）- お時

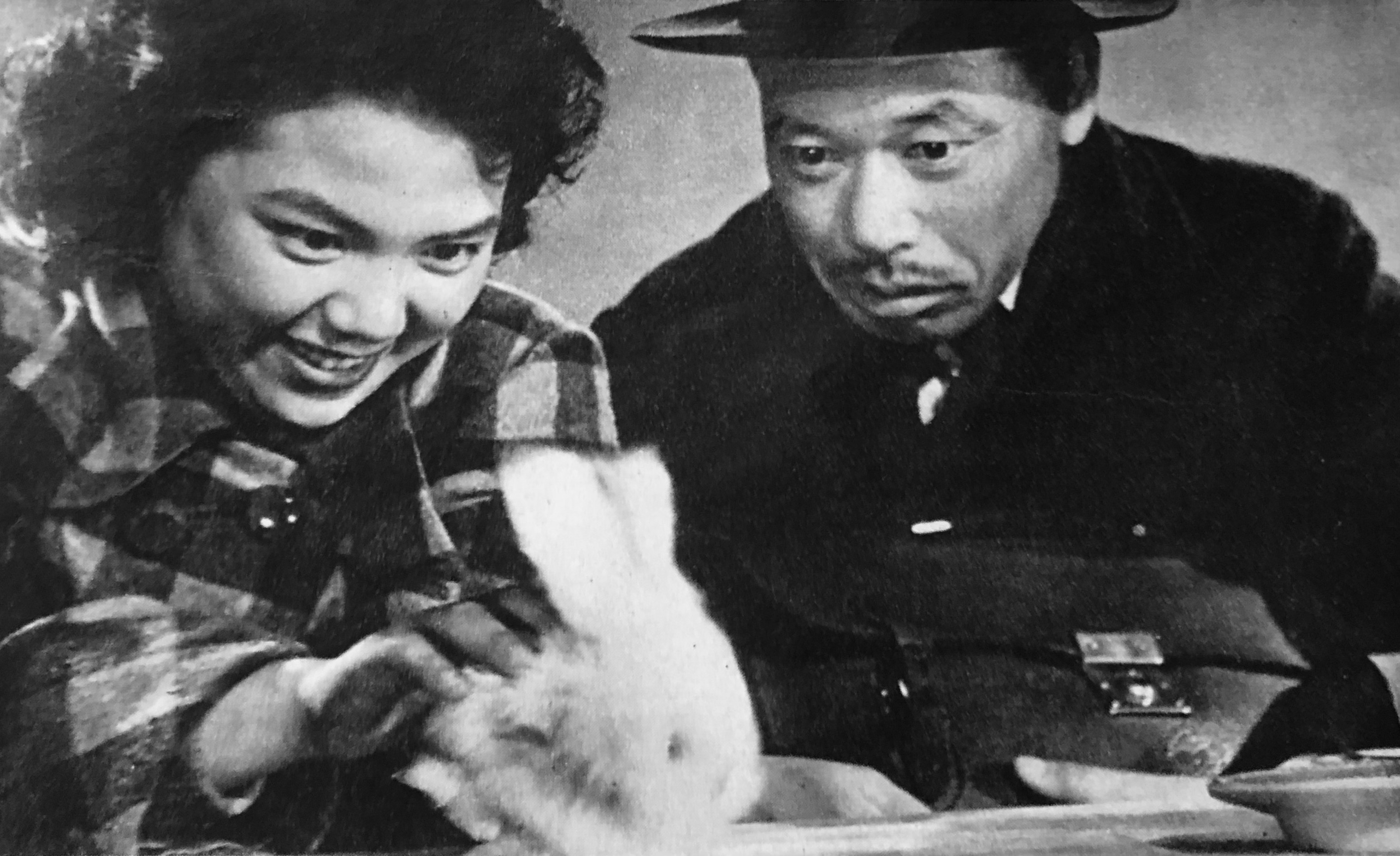
『生きる』（1952年）

- 帆綱は唄う 海の純情（1956年）- 由美子
- ニコヨン物語（1956年）- とよ子
- 張込み（1958年） - 女中・喜和子
- 月給１３,０００円 (1958年）- えい子
- 拝啓天皇陛下様（1963年） - 浦上の妻
- 潮騒（1971年）- 久保とみ
- 親鸞 白い道（1987年） - 稲田の女

### テレビドラマ
- 雁（1959年、KR）
- 東芝日曜劇場　（KR）
  - 「おえん婆さん」（1960年）
  - 「木更津河岸」（1960年）
- パパの育児手帳（1962年、TBS）
- チャコちゃん（1966年、TBS）
- 飢餓海峡（1978年、CX）
- 時代劇スペシャル「仇討選手」（1981年、CX） - お滝
- 新必殺仕事人 第51話「主水ビックリする」（1982年、ABC / 松竹) - お駒
- 木曜ゴールデンドラマ（YTV）
  - 「非行少女」（1982年）
  - 「ガラスの階段」（1983年）
- ザ・サスペンス「もう一人の乗客」（1982年、TBS）
- 火曜サスペンス劇場（NTV）
  - 「その朝 お前は何を見たか」（1983年）
  - 「回遊海路 〜北九州病院長バラバラ殺人事件〜」（1983年）
- 土曜ワイド劇場「母に捧げる犯罪」（1983年、ANB）
- 月曜ワイド劇場　（ANB）
  - 「白い涙」（1984年）
  - 「嫁と姑・泥沼のたたかい」（1984年）